# بونيفاس الثاني
البابا بونيفاس الثاني (باللاتينية: Bonifacius II) هو بابا الكنيسة الكاثوليكية بين عامي 530 و532، وهو أول بابا جرماني الأصل للكنيسة الكاثوليكية.
ينتمي بونيفاس الثاني إلى قبائل القوط الشرقيين، ويدين بالفضل في اعتلائه عرش البابوية إلى نفوذ الملك القوطي أتالاريك. لم يتول بونيفاس البابوية بطريق الانتخاب كما جرت العادة، بل اختير اختيارًا بواسطة سلفه البابا فليكس الرابع، الذي كان من المقربين للملك القوطي. وقد ظل بونيفاس مدة من الزمن يشغل عرش البابوية متزامنًا مع ديوسقورس، الذي انتخبه للبابوية معظم قساوسة روما، وقد تم تنصيب كل من بونيفاس وديوسقورس في روما في اليوم ذاته (22 سبتمبر 530)، غير أن ديوسقورس توفي بعد اثنين وعشرين يومًا فحسب من ذلك التنصيب.

## تغيير التقويم
قام بونيفاس الثاني بتغيير ترقيم سنوات التقويم اليولياني لتبدأ بعام ميلاد المسيح (أنو دوميني Anno Domini) بدلًا من بدئه بعام إنشاء مدينة روما (Ab Urbe Condita) كما كان متبعًا في السابق.